# Copaifera camibar
Copaifera camibar là một loài thực vật có hoa trong họ Đậu. Loài này được Poveda, Zamora & Sanchez miêu tả khoa học đầu tiên năm 1989.